# 尔德尼
尔德尼（？—？），蒙古族，今新疆和静县人，中华民国大陆时期及中华人民共和国政治人物。

## 生平
1937年，新疆统治者盛世才在欢迎中国国民党要员陈立夫的宴会上，逮捕了和加尼牙孜和一批新疆省高级官员，土尔扈特部汗王满楚克札布一同被捕并被投入监狱。不久，旧土尔扈特南路盟代理盟长西里克也被逮捕，后死在监狱里。盛世才秘密逮捕满楚克札布后，对外宣称送满楚克札布到苏联学军事，并举行仪式让满楚克札布的儿子恭本德吉特继承汗位。西里克留下的旧土尔扈特南路盟盟长职务由尔德尼继续代理。
1938年，盛世才以莫须有罪名逮捕土尔扈特王公，先后逮捕东归6盟盟长4人，副盟长3人，旗长11人，王公近百人，还秘密杀害15人。不少王公只身逃离，比如和硕特札萨克旗长阿拉冬贝代、改乃当代尔流亡到青海，新土尔扈特盟札萨克旗长玛克苏尔札布流亡到阿拉善，旧土尔扈特北路盟、东路盟、西路盟的王公也有的流亡到甘肃、陕西。旧土尔扈特南路盟德尼旗郡王江布利道尔吉（西里克的女婿）与叔父官苏尔喇嘛秘密带30户人家，60名神枪手，逃进郎特尔山。盛世才命焉耆行政长官于德一派人送信给他们，限3天出山。但江布利道尔吉郡王未出山。盛世才又派一个连的军队来到郎特尔山包围，但也未能奏效。盛世才乃于1939年派旧土尔扈特南路盟代盟长尔德尼进山劝降。尔德尼进山与江布利道尔吉、官苏尔喇嘛交流后，主张他们暂不宜出山。盛世才的劝降失败。直到1941年冬，山里断粮，内部又有人枪杀了江布利道尔吉的叔叔官苏尔喇嘛和其父才仁，江布利道尔吉郡王乃假称自己是受官苏尔喇嘛欺骗才逃入山中，携其弟于1941年冬出山。
盛世才把土尔扈特部汗王满楚克札布、和硕特郡王西里克逮捕入狱后，两个盟群龙无首，新疆省政府开始筹备计划中的撤消盟旗、改土归流。1939年11月17日，旧土尔扈特南路盟代盟长尔德尼在公署举行全盟会议，郡王恭素、镇国公阿拉西巴力吉、辅国公昆木拜以及固孜达、梅仁和宗教界知名人士共60多人与会，商议改治设县，于德一列席。会议由参加新疆省民众会议的代表介绍了旧土尔扈特东路盟、西路盟改盟旗设县的情况。经过讨论，形成了八项决议，同意改制。
1940年2月，于德一拟定出正式方案，和硕特设治局，南路旧土尔扈特盟王府驻地改为县。1940年4月，新疆省督办盛世才和新疆省政府主席李溶批准了于德一方案，同年6月正式成立和通县，和硕设治局，隶属焉耆行政区。此后经当地人向于德一提出异议，于德一电告新疆省政府，新疆省民政厅长邱宗浚拟改为和顺县，盛世才指令查得与山西省和顺县同名，乃改为和靖县。（1965年11月经中华人民共和国国务院批准改名为和静县。）1940年代初，尔德尼曾任和靖县县长。
1935年1月5日，新疆蒙古文化促进会（简称蒙文会）成立。这是由新疆蒙古族人士发起，蒙古族、锡伯族、索伦族（今达斡尔族和满族联合组成）人士组成的团体。1938年，新疆蒙古文化促进会调整为新疆蒙古族文化促进总会（简称蒙文总会）、新疆锡索满文化促进会。蒙文总会的前后四任委员长分别是西里克、夏律瓦、吕乐甫、尔德尼。当时尔德尼是旧土尔扈特南路盟代盟长。
1940年，尔德尼任新疆省建设厅副厅长。1942年，尔德尼被盛世才逮捕并投入监狱。1943年，各族文化促进总会改选，候选人多为各区县分会原先的会长，如尔德尼（时任建设厅副厅长）、乌静彬（满楚克札布的福晋）、乔嘉甫等人。1944年9月，蒋介石委任吴忠信为新疆省政府主席。吴忠信到任后，释放了大批被盛世才关押的各民族上层人士，满楚克札布等人获释。尔德尼也被乌静彬保释出狱。
1946年，新疆省联合政府成立，尔德尼被七区保荐为政府委员兼社会处副处长。
1949年9月26日，新疆省政府主席鲍尔汉。委员孟纯、屈武、刘效藜、陈方伯、刘永祥、白文昱、刘德恩、尔德尼、钟棣华通电宣布和平起义，脱离广州国民政府，归向中国共产党方面。
1954年，当选第一届全国人民代表大会代表。